# Brothers (film, 1929)
Pour les articles homonymes, voir Brothers.
Brothers est un film américain réalisé par Scott Pembroke, sorti en 1929.

## Synopsis
Tom et Bob, deux frères orphelins, sont séparés après la mort de leurs parents. Bob est envoyé dans un orphelinat, tandis que Tom s'enfuit et finit par mener une vie de criminel. Cependant, malgré ses activités malhonnêtes, Tom utilise ses gains mal acquis pour contribuer financièrement à l'éducation et au bien-être de Bob.
Des années plus tard, les frères se rencontrent à nouveau sans savoir quelle est leur véritable relation. Tom, toujours impliqué dans des activités criminelles, tente de recruter Bob pour une arnaque. La situation devient de plus en plus compliquée à mesure que des secrets sont révélés et que les frères apprennent la vérité sur leur passé et leur lien l'un avec l'autre.

## Fiche technique
- Réalisation : Scott Pembroke
- Scénario : Arthur Hoerl, Ford Beebe
- Photographie : Hap Depew
- Distributeur : Rayart Pictures
- Durée : 6 bobines[1]
- Date de sortie : 23 mars 1929

## Distribution
- Cornelius Keefe : Tom Conroy
- Barbara Bedford : Doris LaRue
- Arthur Rankin: Bob Conroy
- Richard Carle : Thomas Blackwood
- George Chesebro : Randy
- Paddy O'Flynn : Norman